# Niżnije Pieski
Niżnije Pieski (ros. Нижние Пески) – wieś (sieło) w Rosji, w obwodzie tambowskim, w rejonie umiockim. W 2010 liczyła 272 mieszkańców.